# Teresa Bergman

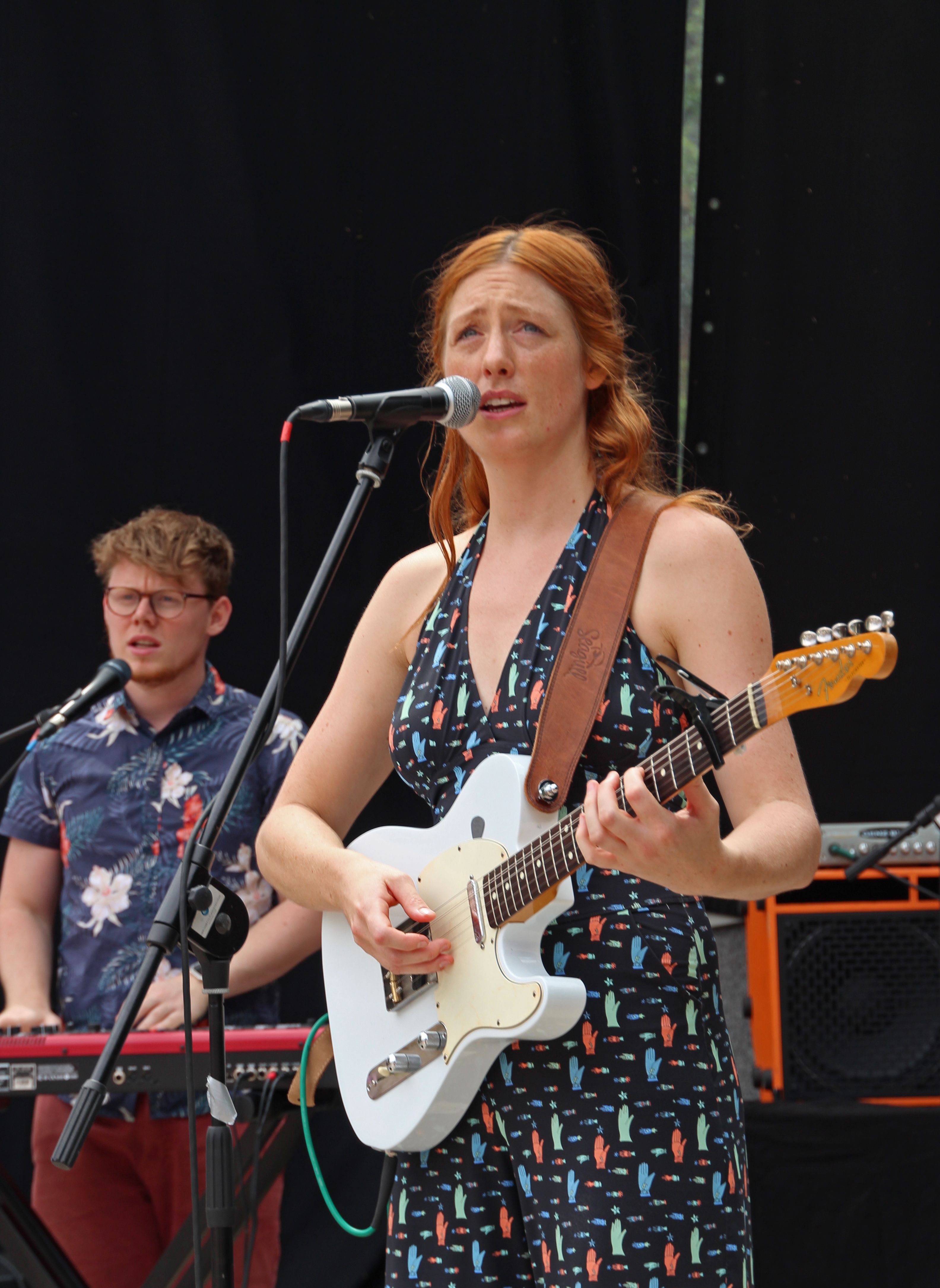
Teresa Bergman bei den 23. Jazztagen Idar-Oberstein 2018

Teresa Bergman (* 14. Oktober 1986 in Lower Hutt, Neuseeland) ist eine neuseeländische Sängerin und Songschreiberin mit Wahlheimat in Berlin.

## Leben und Werk
Bergman wurde in Lower Hutt, Neuseeland geboren, aufgewachsen ist sie in Wellington. Im Alter von neun Jahren begann sie dort als Straßenmusikerin vor Einkaufszentren zu musizieren. 2005 erreichte sie in der zweiten Staffel des Musikwettbewerbs New Zealand Idol den fünften Platz, nachdem sie zuvor die Wildcard erhielt. Für ihr Studium der Sozialwissenschaften zog sie nach Breslau in Polen, später nach Leipzig. Seit 2009 lebt und arbeitet sie in Berlin.
In Berlin war sie zunächst häufig als Straßenmusikerin im Mauerpark zu hören. Das Berliner Stadtmagazin Zitty kürte sie daraufhin zur besten Straßenmusikerin 2012.
2011 veröffentlichte Bergman dann ihre erste EP mit dem Titel Teresa Bergman beim Label Musszo Records. 2014 erschien ihr Debütalbum mit dem Titel Bird of a Feather beim selben Label. Deutschlandfunk Kultur bezeichnete Bergman bereits als „das größte Talent, das wir im vergangenen Jahr entdeckt haben.“ Auftritte u. a. beim Elbjazz, Reeperbahn Festival und dem Rudolstadt-Festival folgten.
Für die Produktion ihres zweiten Studioalbums startete sie 2018 eine Crowdfunding-Kampagne. Am 27. September 2019 erschien das Album Apart beim Freiburger Independent-Label Jazzhaus Records als CD und Vinyl-DpLP. Die internationale Begleitband, mit der es entstand und mit der sie auf Tournee ging, besteht aus Tobias Kabiersch (Bass), Pier Ciaccio (Schlagzeug) und Matt Paull (Keyboards). Alle zwölf Kompositionen und Songtexte sind von ihr.
Stilistisch lässt sich ihre Musik zwischen Indie-Pop, Folk, Jazz, Soul und Chanson einordnen.

## Diskografie

### Alben
- 2011: Teresa Bergman (EP, Musszo Records)
- 2014: Bird of a Feather (Musszo)
- 2019: Apart (Jazzhaus Records)
- 2022: 33, Single & Broke (Jazzhaus Records)

### Singles
- 2017: Tui Sings Blue
- 2019: Hold Your Heart